# Joss Didiba
Joss Moudoumbou Didiba (Douala, 7 novembre 1997) è un calciatore camerunese, centrocampista del Trinity Zlín.

## Biografia
Alla fine del 2013, Didiba ha incontrato Jean Claude a San Secondo Parmense, che sarebbe successivamente diventato suo affidatario, assieme alla moglie Caterina: la procedura è stata velocizzata dall'assenso della madre naturale del ragazzo, residente in Camerun. In seguito ha ottenuto la cittadinanza italiana.

## Caratteristiche tecniche
È un centrocampista dotato di buoni piedi e fisico imponente, che all'occorrenza può disimpegnarsi anche sulla linea difensiva.

## Carriera

### Club
Didiba è stato tesserato dal Perugia ed aggregato alla prima squadra in vista della Serie B 2015-2016. Ha esordito in squadra l'8 dicembre 2015, schierato titolare nella sconfitta casalinga per 1-4 contro il Novara. Il 6 gennaio 2016 ha firmato il primo contratto da professionista con il club umbro, legandosi fino al 30 giugno 2020.
Il 1º febbraio 2016, Didiba è stato ceduto alla Juventus con la formula del prestito: la compagine bianconera si è riservata il diritto d'acquisto del calciatore a titolo definitivo. Il giocatore è stato aggregato alla formazione Primavera, per fare ritorno a Perugia a fine stagione, con la Juventus che non ha esercitato il proprio diritto di riscatto.
Il 16 gennaio 2017 passa a titolo temporaneo al Matera, militante in Lega Pro. Svincolatosi al termine della stagione, il 16 marzo 2018 viene tesserato dall'Ebolitana.
Dopo avere militato agli slovacchi del Senica (in cui si è trasferito il 27 giugno 2019), il 16 settembre 2020 viene acquistato dai cechi dell'Opava.

### Nazionale
Didiba è stato convocato dal Camerun under 20 in vista della Coppa delle Nazioni Africane di categoria del 2017. Il 27 febbraio ha effettuato quindi il proprio esordio nella manifestazione, subentrando a Kévin Soni nella sconfitta per 1-3 contro il Sudafrica.

## Statistiche

### Presenze e reti nei club
Statistiche aggiornate al 16 marzo 2018.
| Stagione        | Club            | Campionato      | Campionato | Campionato | Coppe nazionali | Coppe nazionali | Coppe nazionali | Coppe continentali | Coppe continentali | Coppe continentali | Supercoppe | Supercoppe | Supercoppe | Totale | Totale |
| Stagione        | Club            | Comp            | Pres       | Reti       | Comp            | Pres            | Reti            | Comp               | Pres               | Reti               | Comp       | Pres       | Reti       | Pres   | Reti   |
| --------------- | --------------- | --------------- | ---------- | ---------- | --------------- | --------------- | --------------- | ------------------ | ------------------ | ------------------ | ---------- | ---------- | ---------- | ------ | ------ |
| 2015-gen. 2016  | Perugia         | B               | 3          | 0          | CI              | 0               | 0               | -                  | -                  | -                  | -          | -          | -          | 3      | 0      |
| 2016-gen. 2017  | Perugia         | B               | 3          | 0          | CI              | 2               | 0               | -                  | -                  | -                  | -          | -          | -          | 5      | 0      |
| Totale Perugia  | Totale Perugia  | Totale Perugia  | 6          | 0          |                 | 2               | 0               |                    | -                  | -                  |            | -          | -          | 8      | 0      |
| gen.-giu. 2017  | Matera          | LP              | 2          | 0          | CI+CI-LP        | -               | -               | -                  | -                  | -                  | -          | -          | -          | 2      | 0      |
| mar.-giu. 2018  | Ebolitana       | D               | 0          | 0          | CI-D            | -               | -               | -                  | -                  | -                  | -          | -          | -          | 0      | 0      |
| Totale carriera | Totale carriera | Totale carriera | 8          | 0          |                 | 2               | 0               |                    | -                  | -                  |            | -          | -          | 10     | 0      |

## Palmarès

### Club

#### Competizioni giovanili
- Torneo di Viareggio: 1

Juventus: 2016